# Золтан Гера
Золтан Гера (мађ. Gera Zoltán; рођен 22. април 1979) је бивши мађарски фудбалер и репрезентативац.

## Спортска биографија
После омладинских клубова у Печују, Гера је отишао 1996. године у градић Харкањ, где је играо једну сезону за истоимени клуб.

### ФК Печуј и Фради
После Харкања је прешао у ФК Печуј, где је наишао на добродошлицу и где је радио са тренером Анталом Ротом. Са својим играма је скренуо пажњу медија и тада су почели и остали тимови да се интересују за њега.
После три године проведене у Печују Гера потписује за Фради и прелази у главни град Мађарске, Будимпешту.
Преласком у Ференцварош почиње његов успон. На утакмицама почиње да постиже доста голова и сваки гол са њему специфичним начином прославља. Тих година постаје љубимац публике и медија. У Ференцварошу проводи четири године и на стопетнаест утакмица постиже тридесет два гола, осваја титулу шампиона Мађарске (2000/01 и 2003/04) и две титуле првака мађарског купа (2002/03 и 2003/04).
У овом периоду постаје и репрезентативац и не само да је постао члан прве једанаесторке већ је постао и ослонац изабране екипе.

### Вест Бромич албион
Гера прелази у јулу 2004. године из Ференцвароша у ВБА за £1,5 милиона. Потписује трогодишњи уговор са опцијом од једне године продужетка.
Прву утакмицу у премијершипу је одиграо 14. августа 2004. против Блекбурн роверса, када је заменио велшког репрезентативца Ендија Џонсона. У стартну једанаесторку је ушао 25. августа 2004. на утакмици против Тотенхема када је и постигао свој први гол у премијершипу.
У првој сезони за Вест Бромич је одиграо свих тридесет осамутакмица за клуб и постигао је шест голова.
Герин наступ против Чарлтона 15. децембра 2007, када је Албион победио са 4:2, Гера је постигао два гола и наместио трећи, донели су му позицију у тиму недеље.

### Фулам
После четири године проведене у Фуламу Гера 2008. као слободан играч прелази у фулам. Трогодишњи уговор је истекао 11. јуна 2008. Прву утакмицу за Фулам је одиграо на отварању нове сезоне 2008-09 против Хул ситија.

## Репрезентација Мађарске
Први наступ за репрезентацију Мађарске Гера је имао 13. фебруара 2002. године на утакмици против Швајцарске. Први гол Гера је постигао 16. октобра 2002. године на утакмици против Сан Марина, када је постигао и свој први хет трик. Капитеном репрезентације је постао током 2004. године на утакмици против Летоније.

## Статистика каријере
| Клуб               | Сезона  | Премијер лига      | Премијер лига      | ФА куп       | ФА куп       | Енглески Лига Куп | Енглески Лига Куп | —      | —      | Укупно | Укупно |
| Клуб               | Сезона  | Ут                 | Гол                | Ут           | Гол          | Ут                | Гол               | Ут     | Гол    | Ут     | Гол    |
| ------------------ | ------- | ------------------ | ------------------ | ------------ | ------------ | ----------------- | ----------------- | ------ | ------ | ------ | ------ |
| Фулам              | 2008–09 | 12                 | 1                  | —            | —            | 2                 | 1                 | —      | —      | 14     | 2      |
| Фулам              | Укупно  | —                  | —                  | —            | —            | —                 | —                 | —      | —      | —      | —      |
| Клуб               | Сезона  | Чемпионшип         | Чемпионшип         | ФА куп       | ФА куп       | Енглески Лига Куп | Енглески Лига Куп | —      | —      | Укупно | Укупно |
| Клуб               | Сезона  | Ут                 | Гол                | Ут           | Гол          | Ут                | Гол               | Ут     | Гол    | Ут     | Гол    |
| Вест Бромич Албион | 2007–08 | 43                 | 8                  | 5            | 1            | 1                 | 1                 | —      | —      | 49     | 10     |
| Вест Бромич Албион | 2006–07 | 43                 | 5                  | 3            | 1            | 2                 | 0                 | —      | —      | 48     | 6      |
| Вест Бромич Албион |         | Премијер лига      | Премијер лига      | —            | —            | —                 | —                 | —      | —      | —      | —      |
| Вест Бромич Албион | 2005–06 | 15                 | 2                  | 1            | 1            | 0                 | 0                 | —      | —      | 16     | 3      |
| Вест Бромич Албион | 2004–05 | 38                 | 6                  | 3            | 0            | 1                 | 0                 | —      | —      | 42     | 6      |
| Вест Бромич Албион | Укупно  | 139                | 21                 | 12           | 3            | 4                 | 1                 | —      | —      | 155    | 25     |
| Клуб               | Сезона  | Мађарска прва лига | Мађарска прва лига | Куп Мађарске | Куп Мађарске | —                 | —                 | Европа | Европа | Укупно | Укупно |
| Клуб               | Сезона  | Ут                 | Гол                | Ут           | Гол          | Ут                | Гол               | Ут     | Гол    | Ут     | Гол    |
| ФК Ференцварош     | 2004/05 | 0                  | 0                  | 0            | 0            | —                 | —                 | 1      | 0      | 1      | 0      |
| ФК Ференцварош     | 2003/04 | 30                 | 11                 | 4            | 5            | —                 | —                 | 3      | 1      | 37     | 17     |
| ФК Ференцварош     | 2002/03 | 26                 | 6                  | 3            | 0            | —                 | —                 | 6      | 1      | 35     | 7      |
| ФК Ференцварош     | 2001/02 | 27                 | 8                  | —            | —            | —                 | —                 | 2      | 0      | 29     | 8      |
| ФК Ференцварош     | 2000/01 | 32                 | 7                  | —            | —            | —                 | —                 | —      | —      | 32     | 7      |
| ФК Ференцварош     | Укупно  | 115                | 32                 | 7            | 5            | —                 | —                 | 12     | 2      | 134    | 39     |
| Клуб               | Сезона  | Мађарска прва лига | Мађарска прва лига | Куп Мађарске | Куп Мађарске | —                 | —                 | —      | —      | Укупно | Укупно |
| Клуб               | Сезона  | Ут                 | Гол                | Ут           | Гол          | Ут                | Гол               | Ут     | Гол    | Ут     | Гол    |
| Печуј              | 1999–00 | 15                 | 4                  | 0            | 0            | —                 | —                 | —      | —      | 15     | 4      |
| Печуј              |         | НБ II              | НБ II              | —            | —            | —                 | —                 | —      | —      | —      | —      |
| Печуј              | 1999–00 | 16                 | 5                  | —            | —            | —                 | —                 | —      | —      | 16     | 5      |
| Печуј              | 1998–99 | 31                 | 8                  | —            | —            | —                 | —                 | —      | —      | 31     | 8      |
| Печуј              | 1997–98 | 25                 | 2                  | —            | —            | —                 | —                 | —      | —      | 25     | 2      |
| Печуј              | Укупно  | 87                 | 19                 | 0            | 0            | —                 | —                 | —      | —      | 87     | 19     |
| Свеукупно          |         | 341                | 72                 | 19           | 8            | 4                 | 1                 | 12     | 2      | 376    | 83     |

(Статистика је рађена до 30. августа 2008)

## Признања

### Клупска
ФК Ференцварош
- Мађарска лига: 2001, 2004
  - Финалист: 2002, 2003
- Мађарски куп: 2003, 2004
- Суперкуп Мађарске у фудбалу: 2004

 ФК Вест Бромич Албион
- Чемпионшип: 2008

### Индивидуално
- Мађарски играч године: 2002
- Мађарски фудбалер године: 2004, 2005
- Изабран за награду Тибор Шимон од стране навијача: 2003
- Голгетер и најбољи играч шампионата Мађарске индор лиге са Ференцварошем: 2003
- Мађарски недељник 100% Фради изабрао га је у Ференцварошев тим столећа: 2004
- Мађарска фудбалска федерација га је изабрала за фудбалера године: 2005
- Изабран 2004/05 у премијершипов алстар тим (soccernet.com)
- Трећи најбољи руки играч лиге по мизбору магазина Меч: 2004/05
- Пети најбољи руки по избору ITV телевизије: 2004/05
- По избору Скверфудбал нета (squarefootball.net) најбољи играч Вест Бромича за 2005.
- Најбољи играч Шампионата фудбалске лиге: 2007/08
- Именован у алстар тим Шампионата фудбалске лиге 2007/08